# باريكي (لارستان)
باريكي (بالفارسية: پاریگی) (بالفارسية: پاریگی)، قرية في قسم درزوسابيان الريفي، الناحية المركزية، مقاطعة لارستان، محافظة فارس، إيران. يبلغ عدد سكانها حسب إحصاء عام 2006 ميلادية 88 نسمة في 20 عائلة.